# Ящірка канарська
Ящірка канарська (Gallotia galloti) — вид ящірок з родини справжні ящірки (Lacertidae).

## Поширення
Ендемік Канарських островів. Відомий з островів Тенерифе, Ла-Пальма та дрібних островів Роке-де-Анага-де-Дентро, Роке-де-Анага-де-Фуера, Роке-де-Фаснія та Роке-де-Гарачико. Одна, ймовірно завезена особина, виявлена на острові Ель-Ієрро, а досить велика інтродукована популяція є на острові Фуертевентура. Трапляється на висотах від рівня моря до 3000 м над рівнем моря.

## Підвиди
Включає чотири підвиди:
- Gallotia galloti eisentrauti — північ Тенерифе
- Gallotia galloti galloti — центр та південь Тенерифе
- Gallotia galloti insulanagae — масив Анага на північному сході Тенерифе
- Gallotia galloti palmae — Ла-Пальма